# Opočeckij rajon
L'Opočeckij rajon (in russo Опочецкий район?) è un rajon dell'Oblast' di Pskov, nella Russia europea; il capoluogo è Opočka. Istituito il 1º agosto 1927, ricopre una superficie di 2028,9 chilometri quadrati e nel 2010 ospitava una popolazione di circa 20.500 abitanti.